# 五十嵐大介 (歴史学者)
五十嵐 大介（いがらし だいすけ、1973年 - ）は、日本の歴史学者。専門は中世アラブ・イスラム史。早稲田大学文学学術院教授。日本中東学会理事。

## 人物・経歴
東京都生まれ。2004年中央大学大学院文学研究科東洋史学専攻博士後期課程単位取得退学。博士（史学）。日本学術振興会特別研究員、東京大学大学院人文社会系研究科次世代人文学開発センターイスラーム地域研究部門特任研究員、早稲田大学文学学術院准教授等を経て、2023年同教授、日本中東学会理事。専門は中世アラブ・イスラム史。

## 著書
- 『中世イスラーム国家の財政と寄進 : 後期マムルーク朝の研究』刀水書房 2011年